# Ljudmila Prokašëva
Ljudmila Vjačeslavovna Prokašëva (in russo Людмила Вячеславовна Прокашёва?; Pavlodar, 23 gennaio 1969) è un'ex pattinatrice di velocità su ghiaccio kazaka.

## Palmarès

### Olimpiadi
- Bronzo a Nagano 1998 nei 5 000 metri.

### Giochi asiatici
- Oro a Harbin 1996 nei 1 500 metri.
- Oro a Harbin 1996 nei 3 000 metri.